# 揖夜神社
揖夜神社（いやじんじゃ、いふやじんじゃ）は島根県松江市東出雲町揖屋に鎮座する神社である。意宇六社の一つ。旧社格は郷社、後に県社となる。記紀神話に登場する黄泉比良坂の比定地の近くにある。また隣接する安来市の比婆山には関連神蹟として古事記に記された伊邪那美神のご神陵がある。

## 祭神
主祭神伊弉冉命
配神大己貴命、少彦名命、事代主命
武御名方命、経津主命

## 歴史
『日本書紀』斉明天皇5年の条に「又、狗、死人の手臂を言屋社に噛み置けり。」とある「言屋社」、『出雲国風土記』意宇郡の条の在神祇官社「伊布夜社」、『延喜式神名帳』の出雲国意宇郡の「揖屋神社」に比定される。
神階は『日本三代実録』によれば貞観9年（867年）に従五位上、貞観13年に正五位下に昇叙されたとある。
神社に所蔵された文書によれば南北朝時代には「揖屋大社」と称し、戦国時代から「揖屋大明神」と称していた。
平安時代末から南北朝時代まで荘官として派遣されていた大宅氏が「別火」と呼ばれた神職に就き当社を支配した。室町時代以降は出雲国造の命を受けて神魂神社の神職の秋上氏が神主を兼任していた。江戸時代には井上氏が別火となり現在に至っている。この井上家より分家した志津賀は金谷と号した画家で、その子は大工棟梁の川島徳次郎である。現在でも造営にあたり出雲国造家から奉幣を受ける。

## 社殿
拝殿
本殿大社造であるが、内部の造りは出雲大社とは逆の向きになっている。
韓国伊太氐神社『出雲国風土記』在神祇官社「伊布夜社」、および式内社「同社坐韓国伊太氐神社」に比定される。祭神は素盞嗚命、五十猛命。本殿の左側にある。
三穂津姫神社『出雲国風土記』不在神祇官社「伊布夜社」に比定される。祭神は三穂津姫命。本殿の右側にある。

## 祭礼
- 1月3日 御田打祭
- 5月28日 御田植祭
- 8月28日 穂掛祭
- 10月19日 例祭

など
穂掛祭前日27日に神職たちは中海の袖師ヶ浦で禊をしたあと、社務所で甘酒や焼米などの神饌を作る。当日には午前中の祭礼の後に用意した神饌を境内75箇所に奉る。午後からは袖師ヶ浦の500m沖にある一ツ石まで神輿を舟に載せて運んで行き神饌を捧げる「一ツ石神幸祭」が行われる。

## 黄泉比良坂
記紀神話の神産みや大国主の神話に登場する黄泉の国、もしくは根の国(古事記では根之堅洲国)との境である黄泉比良坂（よもつひらさか）の比定地が当社の東方の揖屋町平賀にあり、石碑が建てられている 。

## 阿遅志貴高日子根神と天若日子
阿遅志貴高日子根神が天若日子の喪屋を切り倒し、蹴り飛ばしてしまったとされる場所が、この神社の場所であったとされる。